# فرانتیشک شافرانک
فرانتیشک شافرانک (چکی: František Šafránek؛ ۲ ژانویهٔ ۱۹۳۱ – ۲۷ ژوئن ۱۹۸۷) یک بازیکن فوتبال اهل چکسلواکی بود.

## باشگاهی
از باشگاه‌هایی که در آن بازی کرده‌است می‌توان به باشگاه فوتبال اسپارتا پراگ، دوکلا پراگ اشاره کرد.

## تیم ملی
وی سابقه ۲۲ بازی در تیم ملی فوتبال چکسلواکی را در کارنامه دارد.